# Kasteel van de Heren van Arkel
Het kasteel van de Heren van Arkel stond in de Nederlandse stad Gorinchem, provincie Zuid-Holland. In middeleeuwse bronnen werd het kasteel ook wel als het Hoge Huis aangeduid, naar het hoofdgebouw van de hoofdburcht. Tevens had het kasteel als bijnaam de Keizerlijke Burcht, aangezien het een imposante burcht was die indruk maakte.

## Geschiedenis
Rond 1265 kreeg de familie Van Arkel de stad Gorinchem in bezit. Zij bouwden tussen 1267 en 1290 een kasteel aan de oostzijde van de stad, bij de monding van de Linge in de Merwede. Het kasteel verving de burcht die de familie bezat in het dorp Arkel en mogelijk zijn bouwmaterialen van deze oude burcht hergebruikt bij de bouw van het nieuwe kasteel in Gorinchem. In 1290 droeg Jan II van Arkel (1255-1297) het Gorinchemse slot in leen op aan de Hollandse graaf Floris V.
In 1355 werd Otto van Arkel (1330-1396) de eigenaar van het kasteel en de stad.

### Arkelse Oorlogen
Eind 14e eeuw breidde Willem van Oostervant (1365-1417), zoon van de Hollandse graaf Albrecht van Beieren (1336-1404), zijn macht steeds verder uit. Jan V van Arkel (1362-1428) deed als leenman mee aan de veldtochten van Willem, maar in 1401 besloot hij zijn trouw aan Holland op te zeggen. Dit was het begin van de Arkelse Oorlogen tussen de familie Van Arkel enerzijds en de Hollandse graven Albrecht en Willem anderzijds.
In 1407 raakte Jan van Arkel de zeggenschap kwijt over Gorinchem en het kasteel. In het kasteel werd een garnizoen gelegerd onder leiding van een kastelein. Uiteindelijk verloor de familie Van Arkel in 1412 de strijd. Zij raakten het Land van Arkel kwijt aan graaf Willem, die in 1412 het kasteel liet afbreken en met het sloopmateriaal een nieuw slot bouwde aan de zuidzijde van Gorinchem.

## Beschrijving
Het kasteel bestond vermoedelijk uit drie gedeeltes: een voorburcht, een middenburcht en een hoofdburcht. Elk deel had zijn eigen slotgracht.
Op de omgrachte voorburcht stond een groot poortgebouw. Tevens waren hier de bijgebouwen, zoals voorraadschuren, een rosmolen, dienstvertrekken en een kerk. Rondom de voorburcht was een stenen muur met een aantal torens. De middenburcht werd door een muur en vier torens omgeven. De hoofdburcht ten slotte bestond uit het Hoge Huis met een ringmuur en zeven torens. Het Hoge Huis had overwelfde kelders, een grote zaal, drie kamers en een kapel. De grote zaal diende voor de ontvangst van gasten, het houden van feesten en het afhandelen van zaken.
Van het kasteel zijn diverse restanten teruggevonden. In 1815 werden bij de aanleg van de Gorinchemse fortificaties kasteelmuren, kogels en aardewerk aangetroffen. In 1976-1977 werden muren, een doopvont en kogels gevonden bij de bouw van nieuwe huizen.
In 1996 vonden dijkwerkzaamheden plaats waarbij een amateurarcheoloog potscherven aantrof. Dit leidde tot nader archeologisch onderzoek, waarbij 14e-eeuws aardewerk, kacheltegels en munten, een deel van een maliënkolder en diverse pijlpunten en buskogels werden gevonden. De kogels en pijlpunten kunnen in verband worden gebracht met de Arkelse Oorlogen. 
In 2024 vonden er opnieuw werkzaamheden plaats aan de Dalemsedijk. Hierbij werd een muur van het kasteel gevonden, die vervolgens archeologisch is onderzocht.

## Afbeeldingen

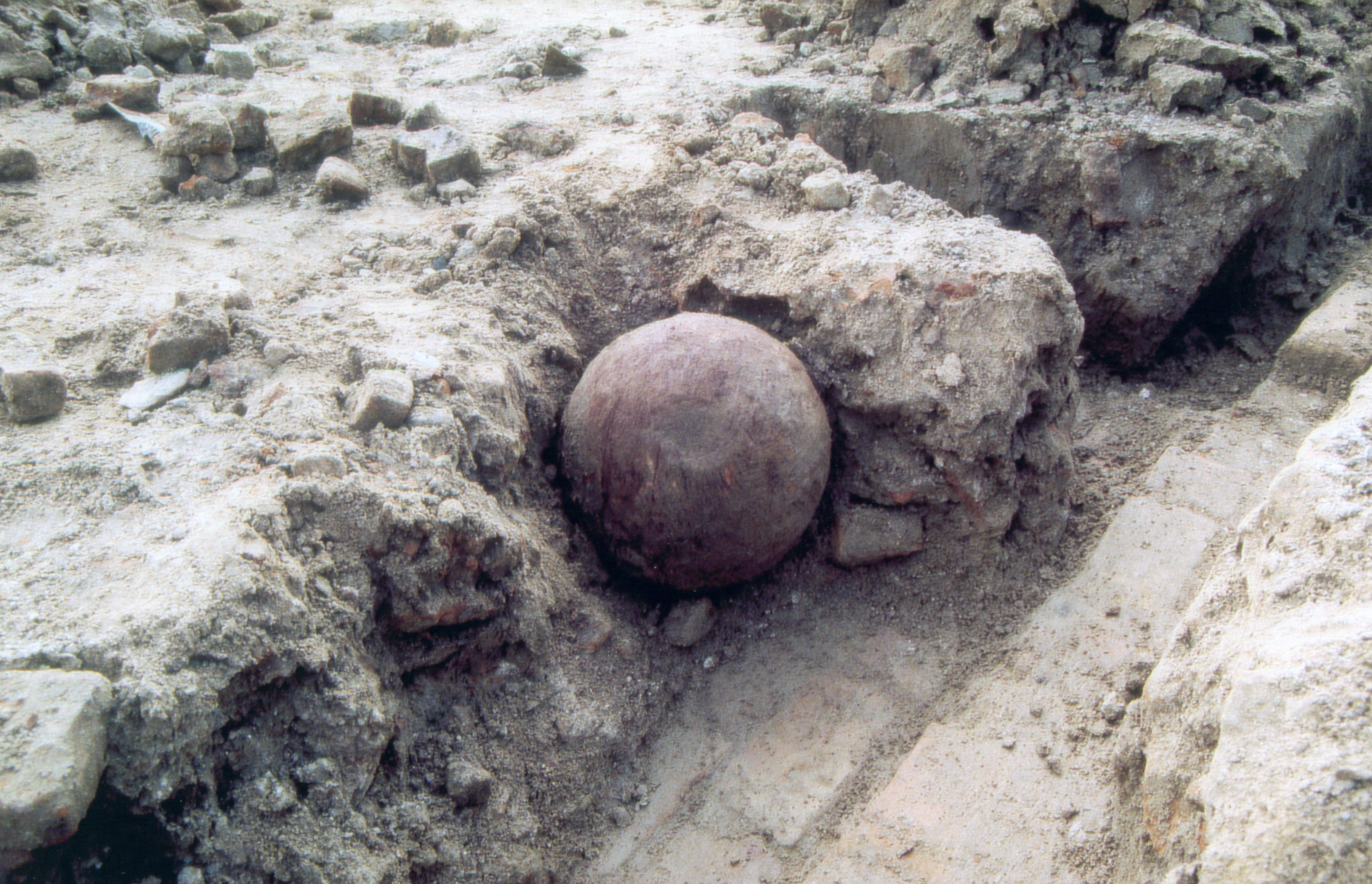
Buskogel
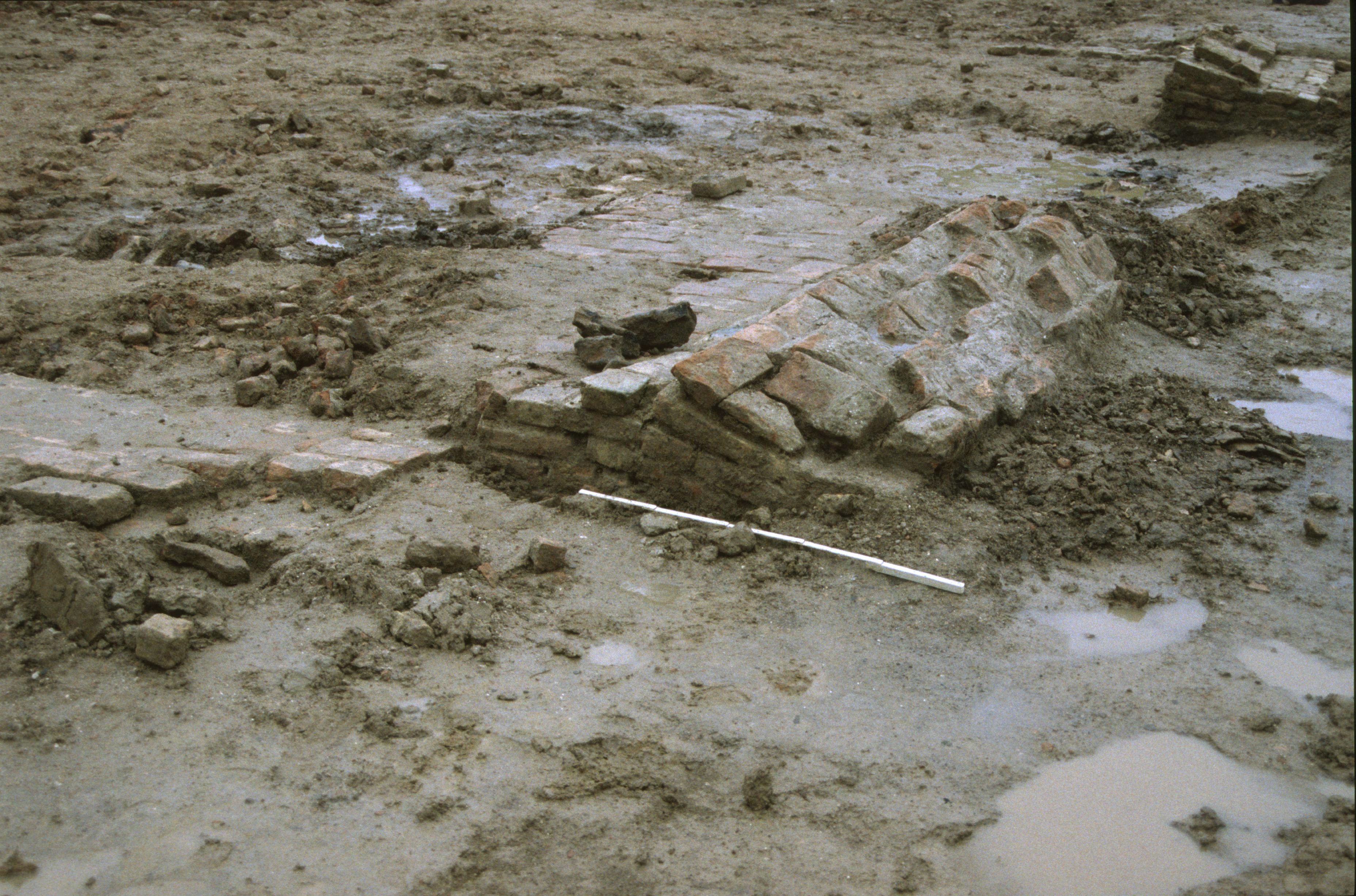
Muurrest van het kasteel, gevonden in 1996
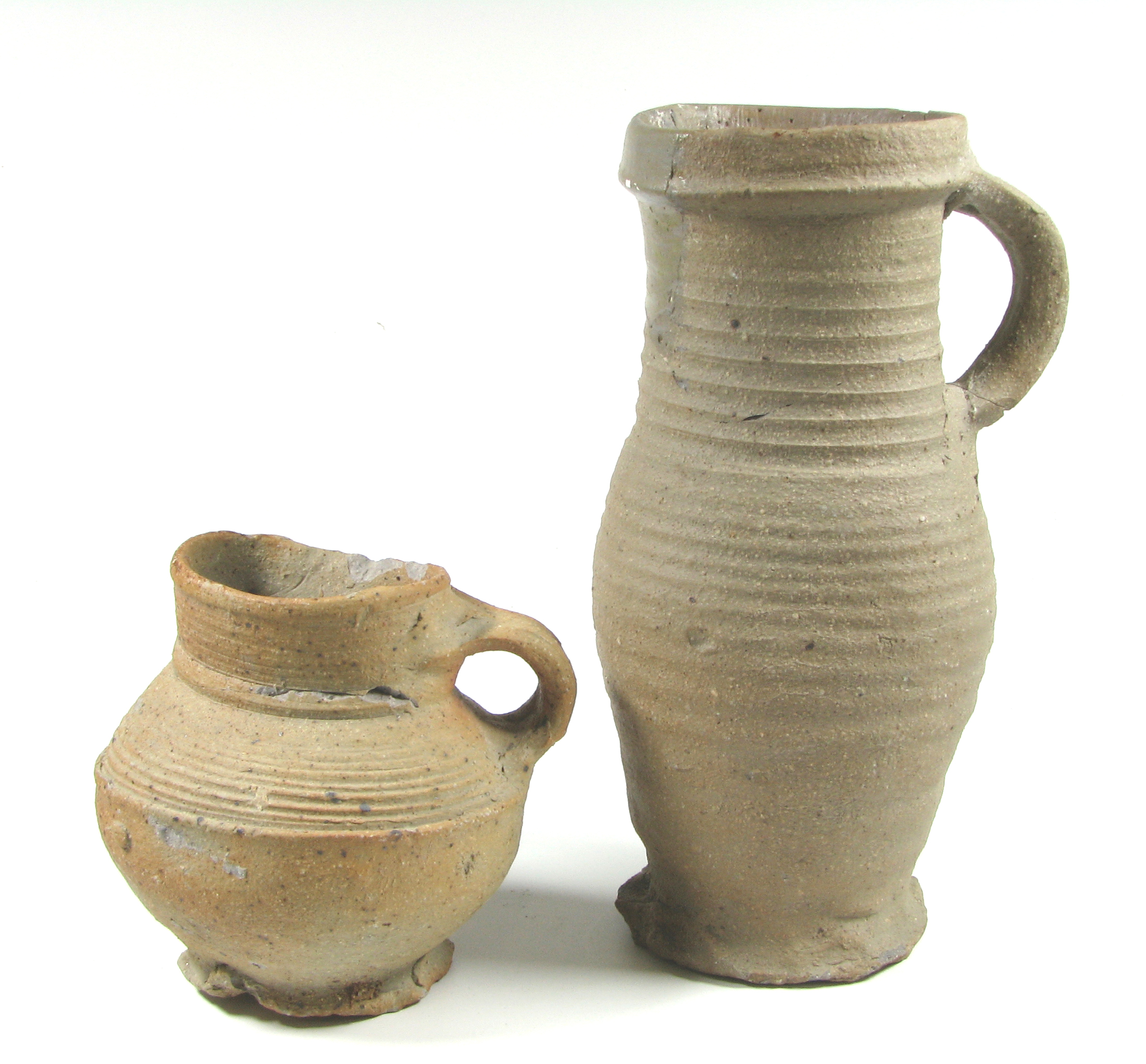
Drinkkannetjes, daterend uit de periode 1275-1325
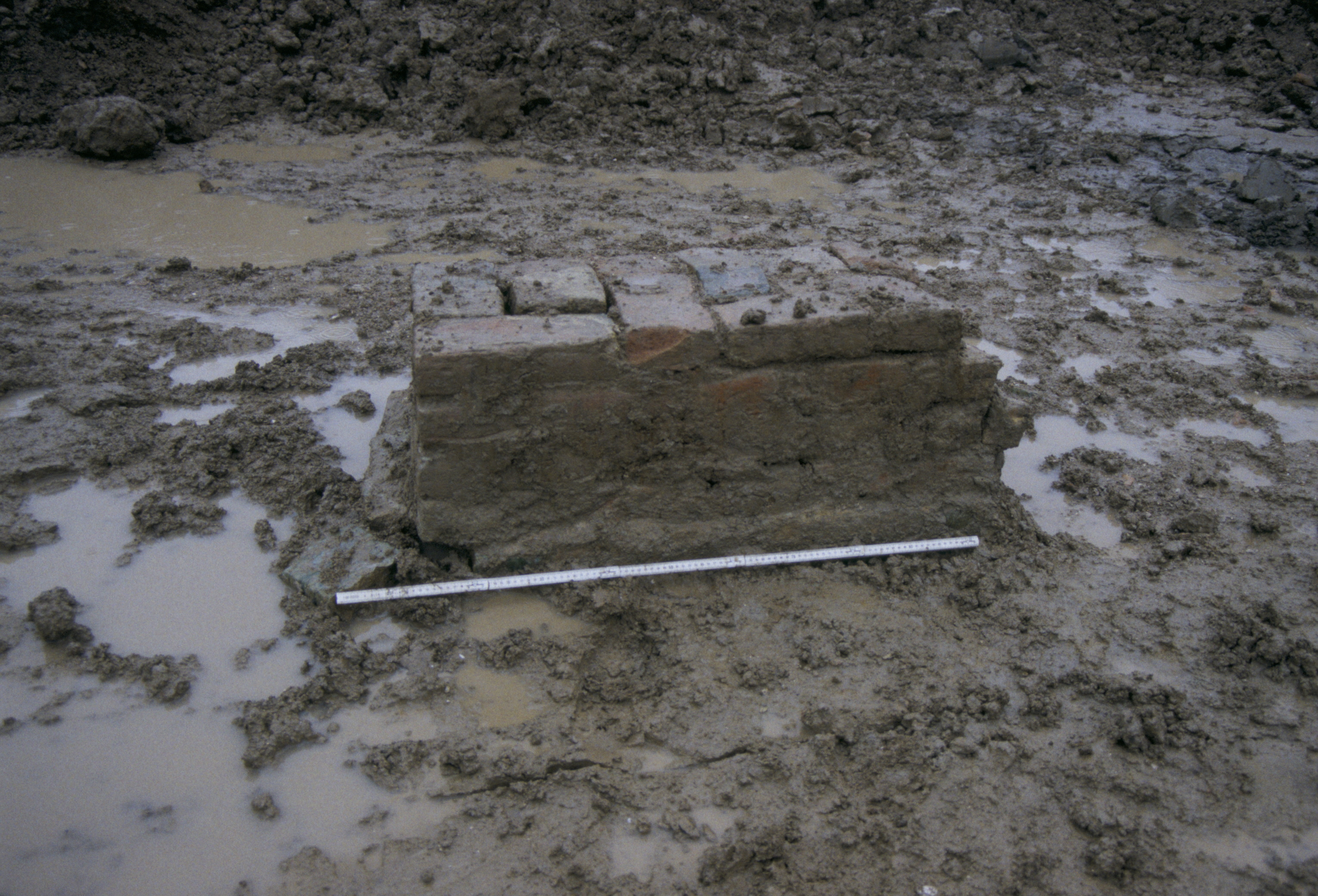
Muurrest van het kasteel, gevonden in 1996

Abbenbroek · Abspoel · Adegeest · Slot Alkemade ·  Altena · Arkelsburg · Bellesteyn · Huis ten Berghe · Binckhorst · Binnenhof · Blijdestein · Te Blotinghe · Boekenburg · Boekhorst · Boshuysen · Bulgersteyn · Burcht (Leiden) · Burcht (Voorne) · Slot Capelle · Coebel · Cranenburg · Crayestein · Cronesteyn · Crooswijk · Develstein · 't Huys Dever · Dirks Steenhuis · Ter Does · Duivenstein · Duivenvoorde · Endegeest · Endepoel · Foreest · Giessenburg · Gravensteen · Groot Haesebroek · 's Heeraartsberg · Hof van Wateringen · Holy · Slot Honingen · Kasteel van de Heren van Arkel · Kasteel van Gouda · Keenenburg · Kasteel Keukenhof · Klein Poelgeest · Huis te Langerak · Langestein · Huis te Liesveld · Ter Lips · De Loo · Madeburcht · Marenburch · Meerburg · Huis te Merwede · Huis ter Mey · Kasteel van der Meye · Niemandsvriend · Noordeloos · Oud-Berendrecht · Oud-Poelgeest · Oud Teylingen · Paddenpoel · Persijn · Groot Poelgeest · Hof van Putten · Puttensteyn · Landgoed De Raephorst · Kasteel Ravesteyn · Kasteel van Rhoon · Rijnegom · Rijnenburg · Huis te Riviere · Rodenburg · Hofstad Rodenrijs · Rodenrijs · Rosenburgh · Huis Roucoop · Santhorst · Schelluinderberg · Schonenburg · Kasteel van Schoonhoven · Souburgh · Spangen · Starrenburg · Huis ter Specke · Steenvoorde · Stenevelt · Slot Teylingen · Den Toll · Torenvliet · Slot Valckesteyn · Huis ter Waard · Warmont · Ter Weer · Hof van Wena · Kasteel Westerbeek · Huis te Woude · Kasteel van IJsselmonde · 't Zand · Huis Zevender · Kasteel aan de Zevender · Zijlhof · Zonneveld · Huis Zuidwijk · Zwieten